# Mostra itinerante
La mostra itinerante è un tipo di mostra che rende possibile la circolazione di una collezione a livello locale, nazionale o internazionale.

## Aspetti culturali
Le mostre Itineranti spesso sono sostenute da enti statali per garantire un maggiore flusso di accesso e promuovere la conoscenza e la diffusione dell'arte. L'esportazione delle mostre è un metodo spesso applicato da musei e gallerie anche per motivi economici.
Come riconoscimento dell'importanza di mostre itineranti, l'ICOM (Il Consiglio internazionale dei musei) nel 1983 ha costituito il comitato internazionale ICEE per gli Scambi di esposizioni.

## Aspetti economici
Tutta la mostra può essere prestata (di solito accompagnata e comprensiva di assicurazione, trasporto, montaggio e tecniche di conservazione) a enti diversi per un periodo definito.
La possibilità di esportare ovunque le collezioni allunga la vita stessa delle mostre e avere più sedi per la stessa mostra permette di ammortizzare gran parte dei costi fissi, a seguito della ripartizione delle spese tra i vari enti ospitanti.